# Parc national urbain d'Hämeenlinna
Le parc national urbain d'Hämeenlinna (finnois : Hämeenlinnan kansallinen kaupunkipuisto) est un parc national urbain créé en janvier 2001 à  Hämeenlinna en Finlande.

## Présentation

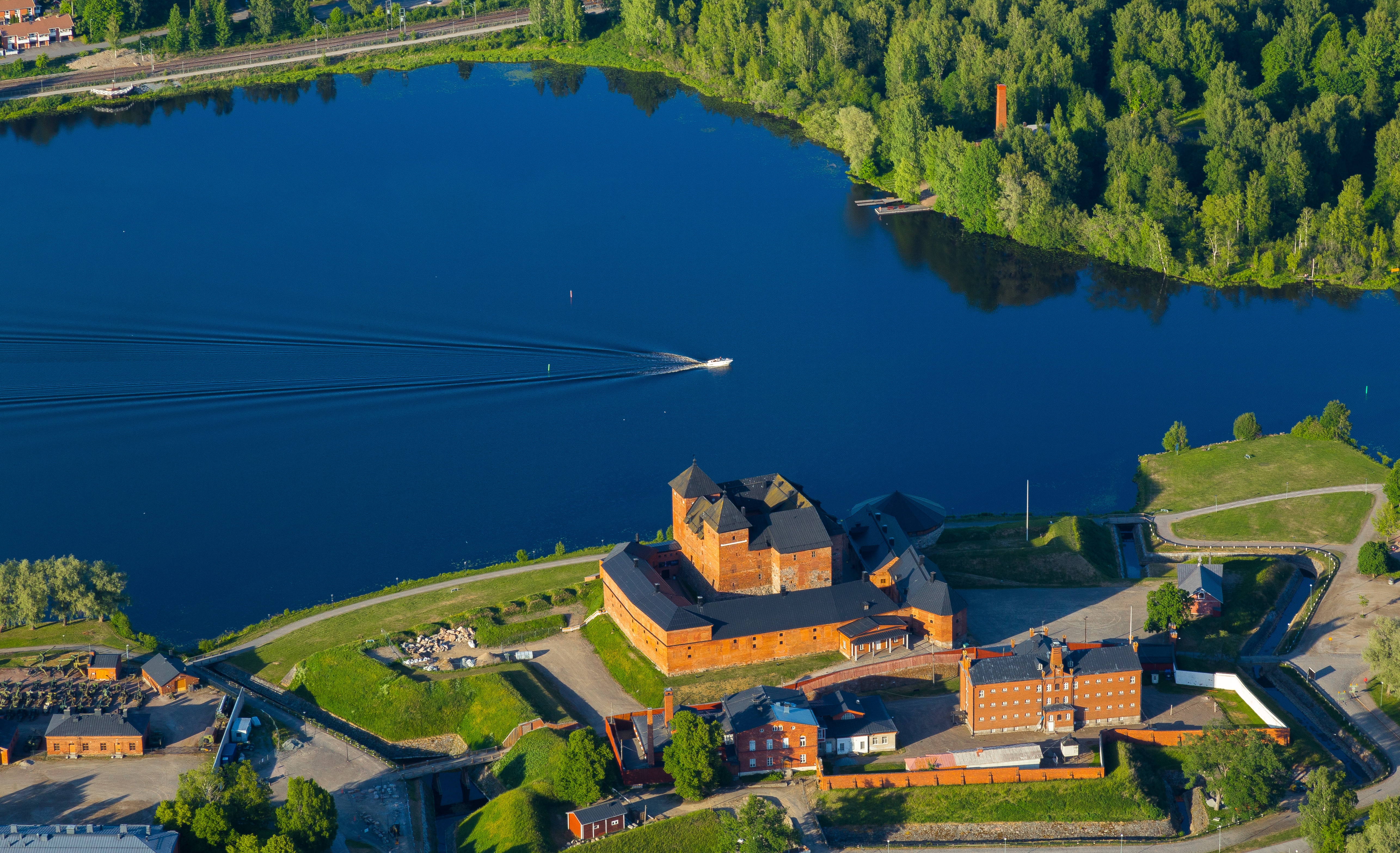
Le lac Vanajavesi et le château du Häme.

L'idée des parcs urbains nationaux est venue du parc national urbain royal créé en 1995 à Stockholm,,,,,.
Le cœur historique et culturel du parc national d'Hämeenlinna est le  château médiéval de Häme et l'entourage du lac Vanajavesi. 
La partie la plus connue du parc est Aulanko. 
Le parc national urbain comprend les parcs des rivages du Vanajavesi et les ilots de maisons en bois culturellement précieux, ainsi que les anciens environnements industriels et hospitaliers des quartiers de Keinusaari et Verkatehdas avec leur environnement verdoyant, ainsi que le parc municipal d'Hämeenlinna à Puistonmäki .
La majeure partie de la zone du parc urbain est située à l'est du Vanajavesi dans les quartiers de Sairio, Aulanko et Luhtiala. 
Ainsi, la réserve naturelle d'Aulanko et le lac Aulangonjärvi font partie du parc urbain,.
En 2014, il y six parcs urbains nationaux en Finlande,.
À la fin de 2020, leur nombre est passé à dix : Forssa, Hanko, Heinola, Hämeenlinna, Kokkola, Kotka, Kuopio, Pori, Porvoo et Turku,.